# Puente-Sampayo
Puente-Sampayo (también llamada Santa María de Pontesampaio y oficialmente Ponte Sampaio) es una parroquia del municipio de Pontevedra, de la provincia homónima de Galicia, España. Fue municipio independiente, formado por dos parroquias —Ponte Sampaio y A Canicouva— las cuales se integrarían al término de la ciudad de Pontevedra en los años 1950.

## Historia
Toma su nombre del puente que la une a la antigua provincia de Tuy por la parroquia de Arcade y donde fue librada una batalla, la conocida como batalla de Pontesampaio, decisiva en la guerra de la Independencia Española contra los franceses el 7 y 8 de junio de 1809, que puso fin a cinco meses de ocupación francesa. 
También es conocida por la Muiñeira de Pontesampaio, que se supone que fue compuesta e interpretada para celebrar la victoria en la batalla que tuvo lugar a las orillas del río Verdugo.
| ■Pontevedra ALBA BORA O Burgo CAMPAÑÓ Campolongo CANICOUVA CERPONZONES LÉREZ LOURIZÁN MARCÓN MOURENTE PUENTE- SAMPAYO SALCEDO Sª Mª de GEVE TOMEZA BERDUCIDO A VIRXE DO CAMIÑO GEVE ■Rajo ■Sangenjo ■Portonovo ■Cambados Municipio de Sangenjo Municipio de Meaño ■Combarro Poyo ■ Municipio de Marín ■Marín Municipio de Meis Municipio de Poyo Ría de Pontevedra Isla de Tambo Municipio de Cambados Municipio de Barro Municipio de Moraña Municipio de Ribadumia Municipio de Campo Lameiro Municipio de Cerdedo- Cotobad Municipio de Puentecaldelas Puentecaldelas■ Municipio de Sotomayor ■ Arcade Municipio de Vilaboa Municipio de Moaña Municipio de Bueu Ría de Vigo |
| Mapa con hipervínculos de Pontevedra. |

## Geografía humana

### Demografía
| Gráfica de evolución demográfica de Puente Sampayo entre 1842 y 1950 |
| |
| Población de derecho según los censos de población del INE Población de hecho según los censos de población del INEEntre el censo de 1960 y el anterior, este municipio desaparece porque se agrupa en el municipio 36038 (Pontevedra) |

Según el padrón municipal de 2004 tenía 1185 habitantes (637 mujeres y 548 hombres), distribuidos en 9 entidades de población, lo que supone una disminución en relación con el año 1999 cuando tenía 1244 habitantes.

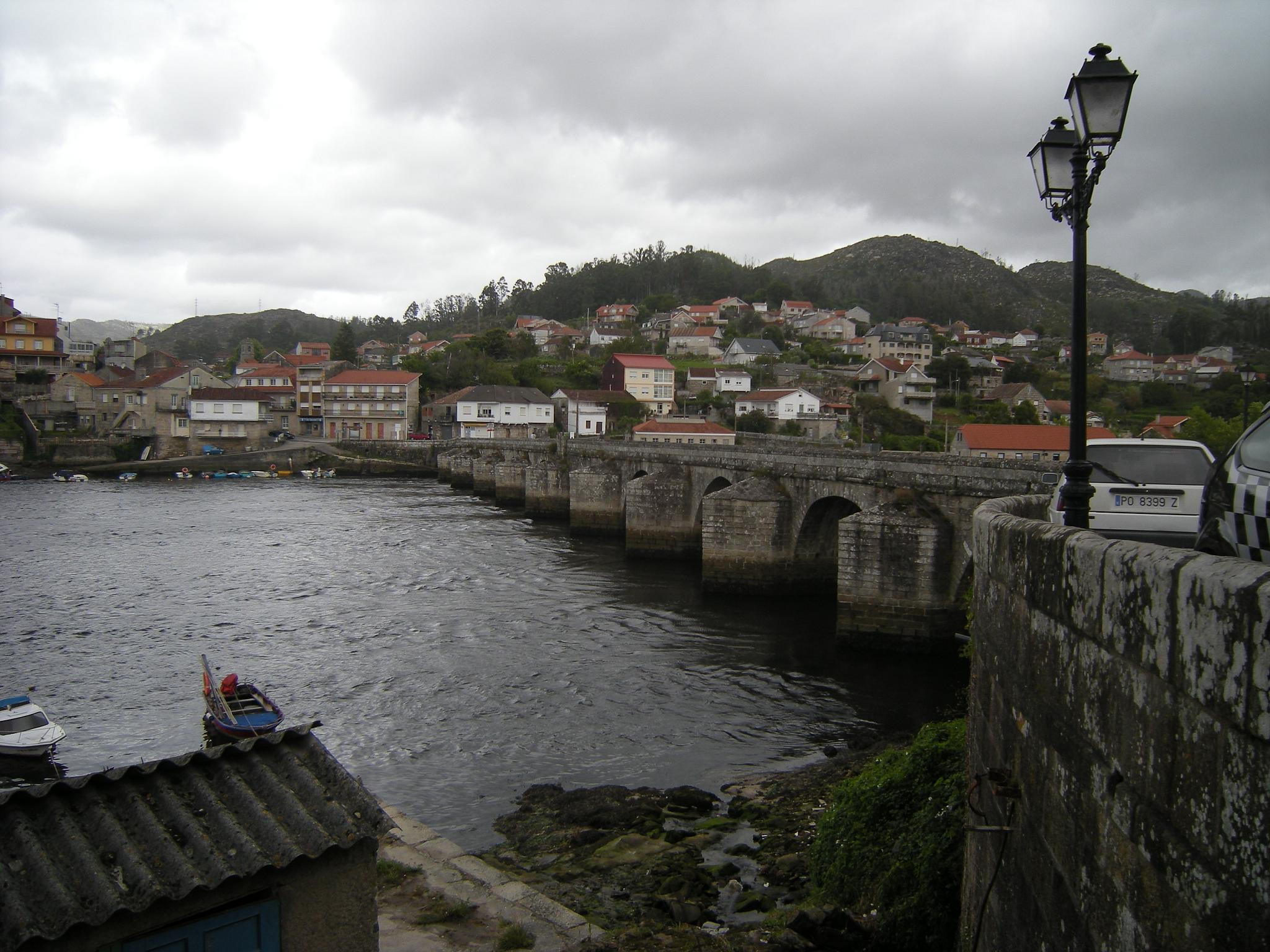
Puente Sampayo y su puente medieval de origen romano.

### Aldeas
Acevedo - A Ponte - O Rañadoiro - O Vilar

## Lugares de interés

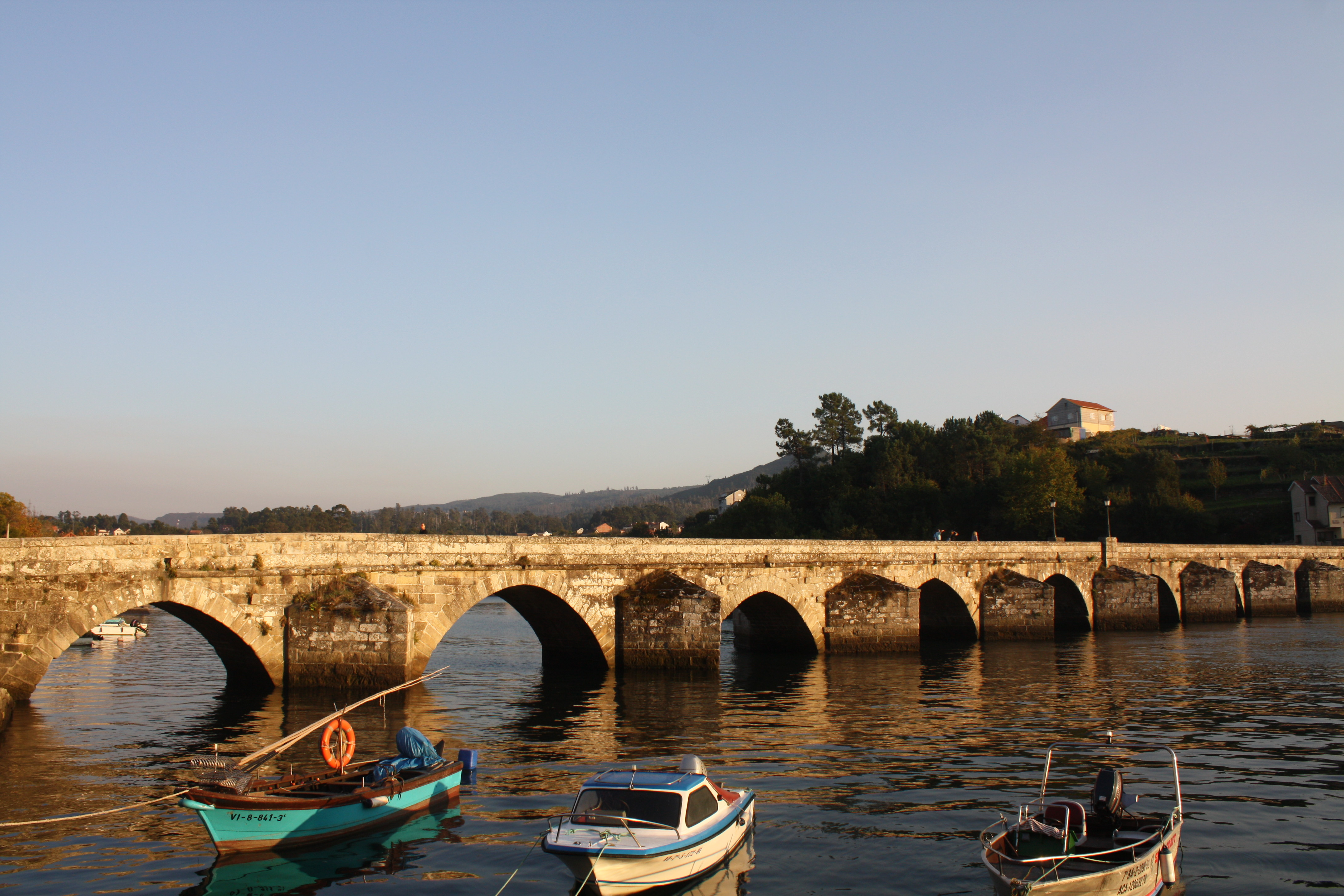
Puente medieval.

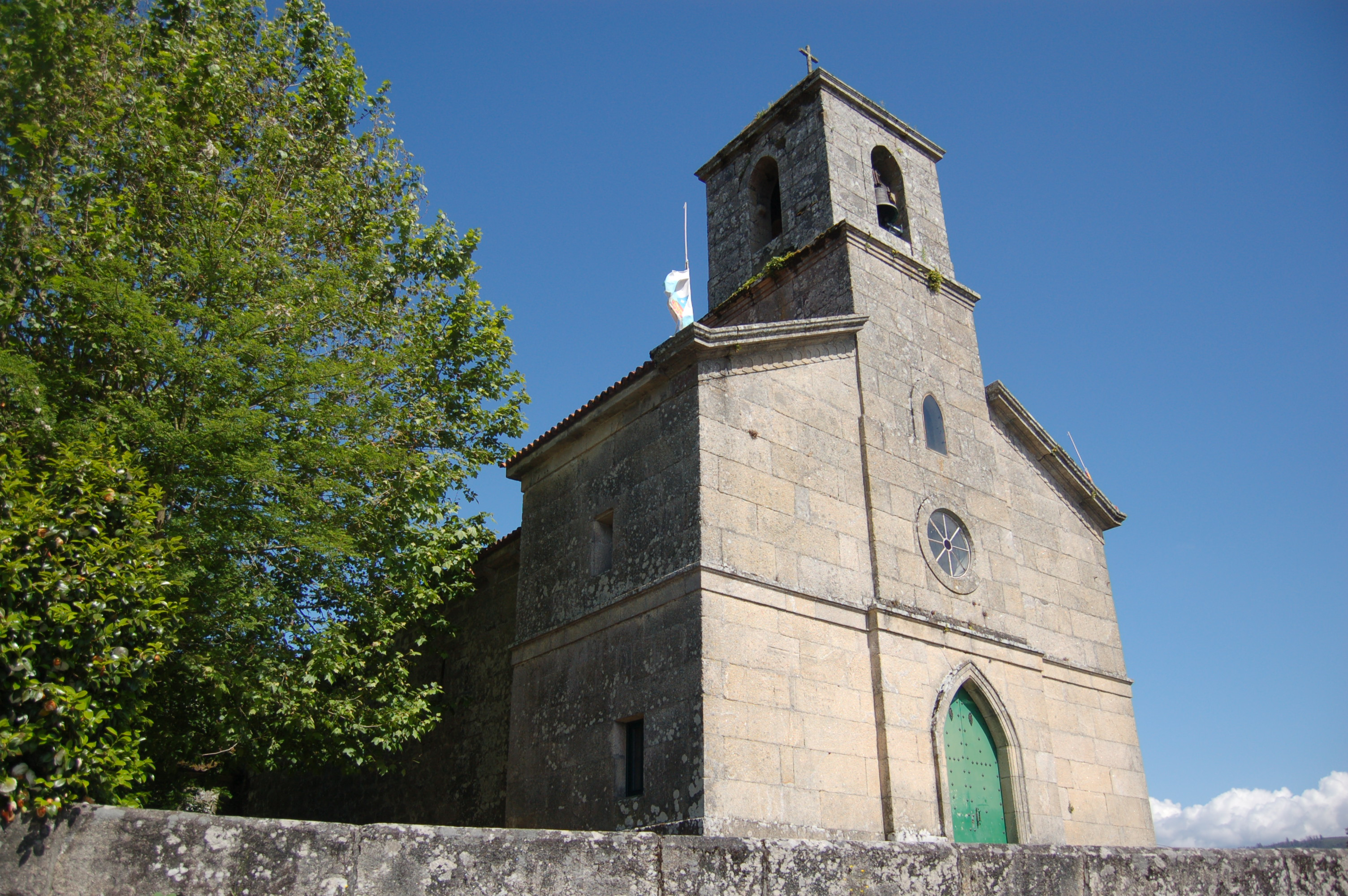
Iglesia de Santa María.

Este lugar con importantes connotaciones históricas límite con la coparroquia de A Canicouva. 
El Camino Portugués atraviesa su territorio por un puente medieval de diez arcos semicirculares construido sobre el río Verdugo que une esta parroquia con el lugar de Arcade en el vecino ayuntamiento de Soutomaior. Aunque el origen del puente es romano lo que se conserva de ella en la actualidad es medieval. En sus cercanías encontramos la isla Insuíña, una playa fluvial, el islote del Castillo así como diversos miradores con vistas a la ría de Vigo. 
Del mismo modo podemos visitar la iglesia románica de santa María de Pontesampaio, del siglo XIII, y también el lugar de Canos da Laxe ("Caños de piedra") con su puente medieval sobre el río Ulló y más de una docena de molinos típicos (desaparecidos los del río do Pozo Negro tras las riadas de 2006-7, al igual que los puente sobre el mismo río, aunque quedan bastantes más molinos en el resto de lugares de la parroquia). Son interesantes sus cruceiros, sobre todo el Cruceiro do Souto y el Cruceiro do Piñeiro, el primero barroco, de muy buena factura, y el segundo de datación incierta y muy diversos avatares en su historia. Están también el Cruceiro de A de Cuita, el de A Ballota, estos últimos de principios del XIX y sin más figuración que el trozo de sudario colgado. El cruceiro de A Ballota muestra una fecha engañosa (1946) que corresponde a la fecha en que el cruceiro se desplazó de su ubicación original (a un par de metros escasos).
La parroquia también conserva importantes huellas arqueológicas, así tenemos un depósitos de hachas de la Edad del Bronce, conservadas en el Museo de Pontevedra, en el lugar de Chan da Cruz hubo un gran petroglifo reproducido a tinta por Castelao en su "As Cruces de Pedra na Galiza", petroglifo que fue destruido por canteros tradicionales sobre los años 60 del siglo XX para fabricar el balcón de una casa en Rañadoiro, un castro romanizado y unos muy someros restos de una calzada romana.
Se honra a la Virgen del Carmen el día 16 de julio y se celebra la Fiesta de la Anguila, el primer domingo de julio. Hasta hace poco tiempo se celebraba también el San Isidro y el día de la patrona, Santa María, aunque las fiestas se hacen en honor del Carmen. Las diferentes aldeas celebran también sus correspondientes patronos, así: Acevedo, San Roque; Rañadoiro, el Rosario; O Vilar, San Antonio de Lisboa; Canicouva, San Estéban y Cacheiro, Santo Amaro.
En el lugar de Rañadoiro se encuentra un acueducto denominado "O Paredón", curiosa acequia de piedra para el servicio de regadío de los campos. En centro de la aldea se encuentra el Cristo da Bica, hermoso crucero de piedra policromada que se adorna con un dosel morado en Semana Santa. Al lado se puede ver la antigua escuela unitaria (hoy rehabilitada como centro cultural), que aglutinaba a los niños de Rañadoiro, O Vilar y Acevedo. Sus fiestas patronales son en honor a la Virgen del Rosario.
En Acevedo se pueden encontrar, entre otras cosas, una cruz de término (no es cruceiro por carecer de los elementos definitorios) (A Cruz), cristianizando el petroglifo que le sirve de base; la capilla de San José da Landreira o de Largavista, con las ruinas de la casa solariega y una fuente monumental; cinco molinos en línea en el río do Regueiro, destacando el llamado Muíño de Riba, con su característica cuba cilíndrica y el acueducto que conduce el agua hasta ella; la llamada Pedra dos Ladróns, que no es sino un escondrijo donde, según la tradición local, se escondían los perseguidos en las diferentes guerras; En varios lugares de la aldea hay formaciones rocosas erosivas, como A Pedra Furada o el Outeiro Cotanco; igualmente es destacable el "escurregadoiro dos muíños", o tobogán de piedra que utilizaban los niños en tiempos pretéritos. En la propia aldea hay viviendas fechadas hacia el 1606 (entre 10 y 15); Su patrón es San Roque.
O Vilar es una pequeña aldea donde se puede admirar el trabajo de las distintas generaciones de canteros en sus antiguas viviendas, destacando a pesar de la desafortunada reforma, A Casa do Curro. O Vilar es una aldea "de colonización" ya que los propietarios de las tierras eran una misma familia que edificó viviendas y mandó venir jornaleros (ca. 1600) de zonas cercanas que terminaron por establecerse y adquirir terrenos (ya en el siglo XX) Su patrón es San Antonio de Lisboa. Cuenta con un curioso cruceiro sin figuración en el antiguo camino hacia Ponte Sampaio, el Cruceiro das Cachadiñas, probablemente del siglo XVII y lugar de enterramiento de "angelitos" (fetos o niños fallecidos antes del bautismo).
A Canicouva cuenta con varios lugares de interés, desde la iglesia de San Esteban, coparroquial, hasta la llamada "Cama de Santo Estevo", o cama de San Esteban, un sepulcro medieval excavado en la roca y con supuestas propiedades taumatúrgicas; en las cercanías de la Cama de Santo Estevo se puede encontrar un menhir y una curiosa composición rupestre de petroglifos y cazoletas. Es interesante hacer un recorrido por sus alrededores, desde donde se disfrutan unas magníficas vistas, sobre todo desde la cima del Coto das Forcadas y desde el alto de Pedra Miranda. Su patrón es San Esteban.
Cacheiro, que está dividido entre dos concellos y dos parroquias: Vilaboa y Pontevedra, siendo las parroquias que comparten Santa María de Ponte Sampaio y San Xoán de Paredes. Tiene una pequeña capilla donde se honran  a Santo Amaro (el patrón) y a Santa Marta, invocándose a esta última contra los dolores de oídos. También cuenta Cacheiro con unha interesante cruz de término que divide el límite parroquial con Paredes, y alguno más que se han subsumido en viviendas particulares y hoy casi no son visibles.